# فرانسيس جواك
فرانسيس ويلبرفورس جواك (1846 – 1 نوفمبر 1896) كان مصورًا فوتوغرافيًا من سيراليون. وهو من نسل الأفارقة المحررين، ويُعرف بأنه من أوائل المصورين المحترفين من أصل أفريقي. وقد ساهم عمله بشكل ملحوظ في توثيق التاريخ البصري لأفريقيا الوسطى والشمالية خلال أواخر القرن التاسع عشر.
تم جمع نسخ من صوره التاريخية كمثال على التصوير الفوتوغرافي الأفريقي في القرن التاسع عشر من قبل المتحف البريطاني، ومتحف الصور الفوتوغرافية في هولندا، والمكتبة الوطنية الفرنسية، ومتحف ريتبرغ.

## معرض الصور

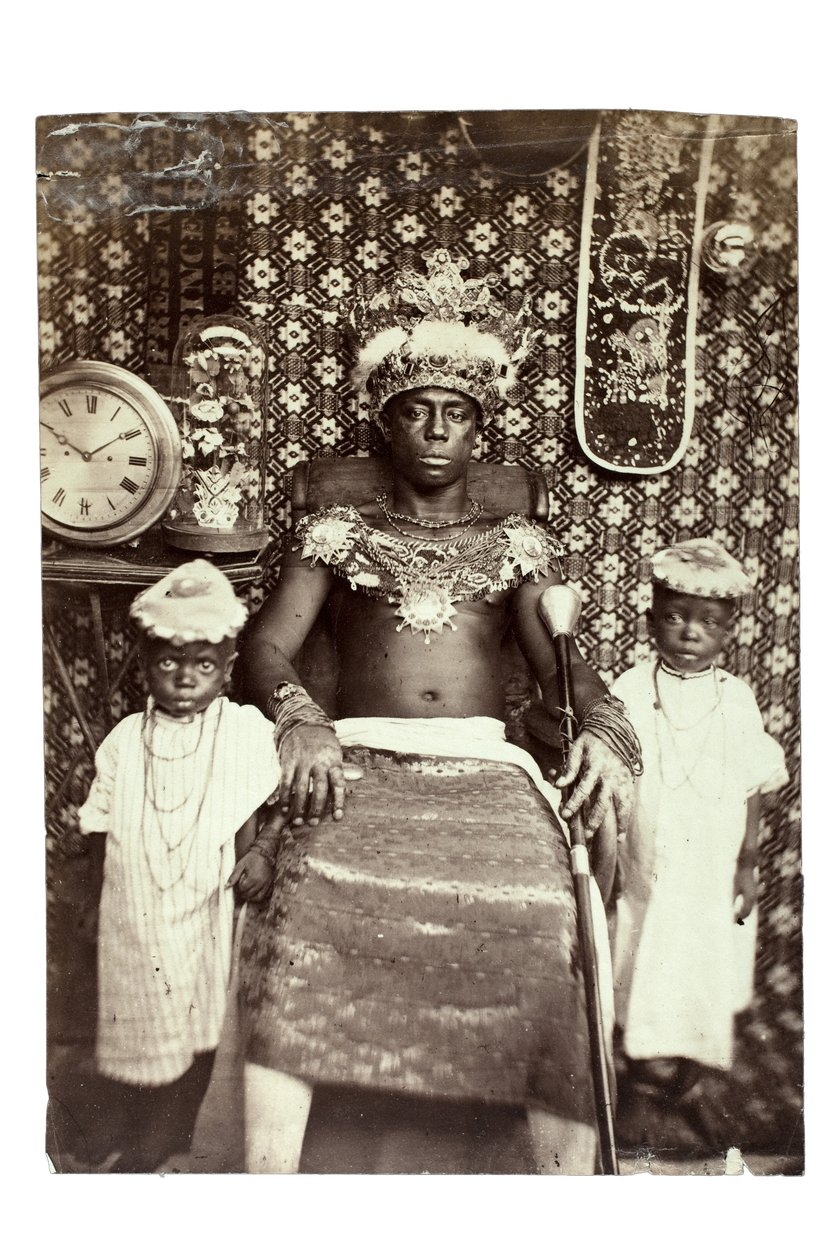
زعيم مدينة كالابار، نيجيريا، حوالي عام 1870
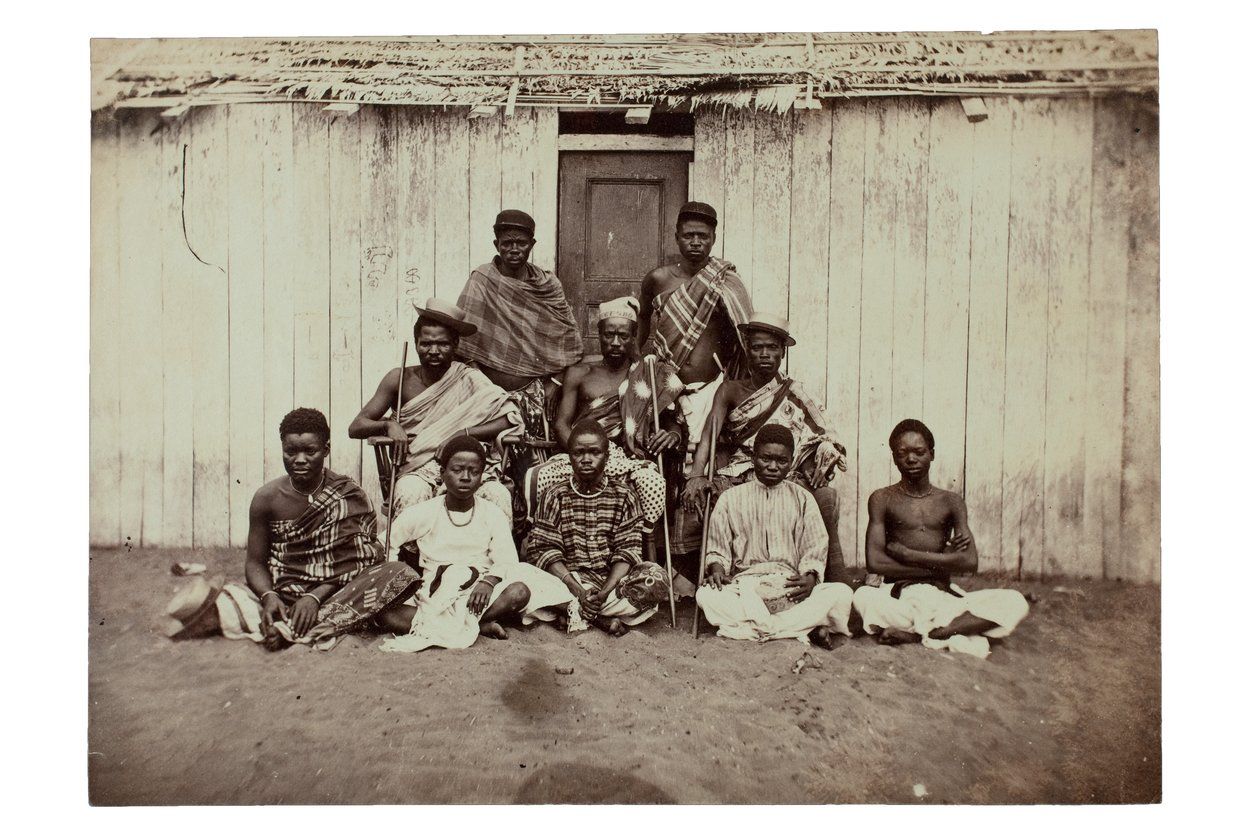
زعيم أفريقي
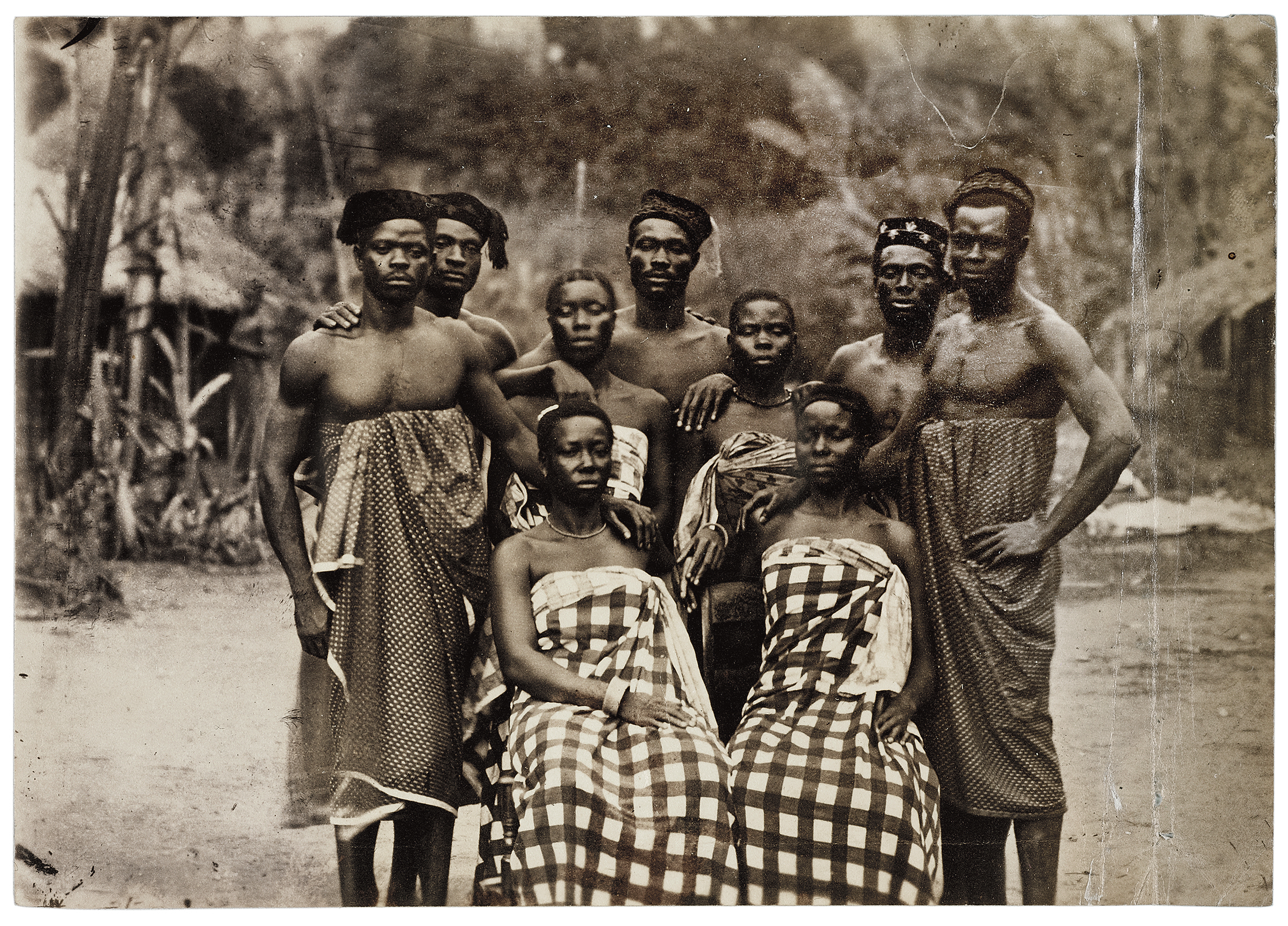
رجال ونساء أفارقة في باتانغا، الغابون، حوالي عام 1870
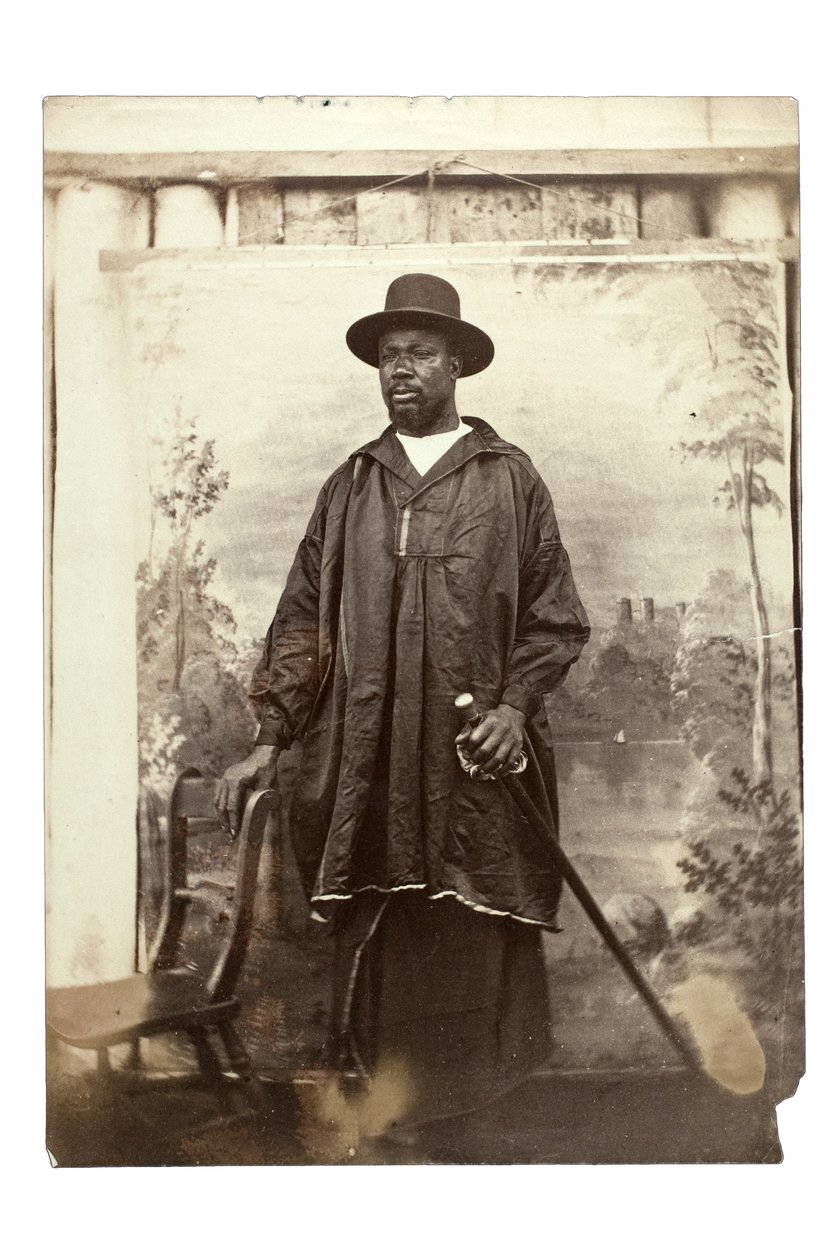
زعيم مدينة براس، نيجيريا